# Tetraophasis obscurus
La pernice di Verreaux (Tetraophasis obscurus (J. Verreaux, 1869)) è un uccello galliforme della famiglia dei Fasianidi endemico della Cina occidentale.

## Descrizione

### Dimensioni
Misura circa 48 cm di lunghezza.

### Aspetto
Il cappuccio e le guance sono di colore grigio-brunastro. La pelle nuda orbitale presenta una tinta rosso pallido. La nuca e il dorso sono bruno-rossastri. Le ali sono marrone scuro, con i bordi delle piume bianco-giallastri. Di colore marrone scuro sono anche le remiganti primarie, mentre il groppone è grigio. Le copritrici sopra-caudali sono marrone sbiadito. La coda è costituita da tre bande successive di colore diverso di larghezza diseguale: dalla base grigio-brunastra si passa ad una larga banda nera che termina con una punta bianca. Per quanto riguarda le parti inferiori, la gola castana, contornata da un sottile bordo bianco-giallastro, ha valso alla specie il nome inglese di chesnut-throated partridge. La parte superiore del petto è di colore grigio scuro: ogni piuma presenta una linea centrale nera e termina con una macchia nera all'estremità. I fianchi sono bruno-rossicci squamati di bianco-giallastro. La parte centrale dell'addome è bianco-giallastra: alcune piume che la ricoprono presentano le estremità castane. Le copritrici sotto-caudali sono castano scure con una stria centrale nera e una punta bianca. Il castano è separato dal bianco da una stretta linea nera. I tarsi e i piedi sono color carne.

### Voce
Il richiamo è costituito da un potente insieme di note rauche, gutturali, gorgoglianti e stridule. Quando si sente scoperta, emette un forte grido.

## Biologia
Di solito vive da sola o in coppia e va in cerca di cibo nelle zone aperte vicine al limitare della foresta. Quando si sente minacciata, fugge camminando, erigendo e scuotendo la coda come un tetraogallo. Non siamo sicuri che metta in atto tutte le strategie di fuga della sua cugina, la pernice di Szecheny, ma si presume che si appollai anche nel fitto della chioma degli alberi, dove è difficile da individuare, aspettando che il pericolo sia passato.

### Alimentazione
Come la pernice di Szecheny, è esclusivamente vegetariana. Radichette, bulbi, muschi, frutti di piccole dimensioni e foglie verdi costituiscono la parte fondamentale del suo regime alimentare. Durante il periodo riproduttivo, qualche raro insetto va a completare la dieta.

### Riproduzione
Si presume che la pernice di Verreaux sia monogama, come la pernice di Szecheny. Non abbiamo alcuna informazione riguardo al numero di uova per covata né sulla descrizione di queste ultime. Gli studiosi ritengono che il periodo di nidificazione vada da maggio ad agosto: le covate più tardive potrebbero essere delle covate sostitutive per rimpiazzare quelle che sono andate perse all'inizio della stagione.

## Distribuzione e habitat
La pernice di Verreaux vive nelle regioni centro-occidentali e sud-occidentali della Cina, nelle province di Sichuan, Gansu e Qinghai, più precisamente sulle catene montuose dei Min Shan e dei Qionglai Shan. Abita nelle regioni ricoperte da arbusti, nelle praterie e nelle zone rocciose al di sopra dei 4000 metri sul livello del mare. La pernice di Szecheny, sua cugina prossima, occupa un areale più meridionale: frequenta il Qinghai meridionale, il Sichuan sud-occidentale, lo Yunnan nord-occidentale e il Tibet sud-orientale. La troviamo ad altitudini più o meno simili, tra i 3350 e i 4000 metri, nelle foreste di abeti, nelle boscaglie, sui pendii erbosi e nelle zone con rocce affioranti.